# Limnichus pygmaeus
Limnichus pygmaeus är en skalbaggsart som först beskrevs av Sturm 1807.  Limnichus pygmaeus ingår i släktet Limnichus och familjen lerstrandbaggar. Enligt den svenska rödlistan är arten sårbar i Sverige. Arten förekommer i Götaland. Artens livsmiljö är havsstränder, våtmarker. Inga underarter finns listade i Catalogue of Life.